# Фінал кубка Англії з футболу 1989
Фінал кубка Англії з футболу 1989 — 108-й фінал найстарішого футбольного кубка у світі. Учасниками фіналу були  «Ліверпуль» і «Евертон». У додатковий час перемогу з рахунком 3:2 здобув «Ліверпуль».

## Шлях до фіналу
| «Ліверпуль»        | «Ліверпуль» | «Ліверпуль»              | Раунд           | «Евертон»              | «Евертон» | «Евертон»                             |
| ------------------ | ----------- | ------------------------ | --------------- | ---------------------- | --------- | ------------------------------------- |
| Суперник           | Результат   | Матчі                    |                 | Суперник               | Результат | Матчі                                 |
| «Карлайл Юнайтед»  | 3-0         | 3-0 на виїзді            | Третій раунд    | «Вест-Бромвіч Альбіон» | 2-1       | 1—1 на виїзді, 1-0 вдома перегравання |
| «Міллволл»         | 2-0         | 2-0 на виїзді            | Четвертий раунд | «Плімут Аргайл»        | 5–1       | 1—1 на виїзді, 4-0 вдома перегравання |
| «Галл Сіті»        | 3–2         | 3-2 на виїзді            | П'ятий раунд    | «Барнслі»              | 1–0       | 1—0 на виїзді                         |
| «Брентфорд»        | 4–0         | 4-0 вдома                | Чвертьфінали    | «Вімблдон»             | 1–0       | 1-0 вдома                             |
| «Ноттінгем Форест» | 3–1         | 3–1 на нейтральному полі | Півфінали       | «Норвіч Сіті»          | 1–0       | 1–0 на нейтральному полі              |

## Матч
| 20 травня 1989 |

| «Ліверпуль»              | 3:2 дч   | «Евертон»         |
| ------------------------ | -------- | ----------------- |
| Олдрідж 4' Раш 95', 104' | Протокол | Макколл 89', 102' |

| Вемблі, Лондон Глядачів: 82 800 Арбітр: Джо Ворралл |

| Ліверпуль | Евертон |

| В                |  | Брюс Гроббелар  |  |     |
| З                |  | Гарі Аблетт     |  |     |
| З                |  | Стів Стонтон    |  | 90' |
| З                |  | Стів Нікол      |  |     |
| З                |  | Алан Гансен     |  |     |
| ПЗ               |  | Ронні Велан (к) |  |     |
| ПЗ               |  | Рей Гафтон      |  |     |
| ПЗ               |  | Джон Барнс      |  |     |
| ПЗ               |  | Стів Макмахон   |  |     |
| Н                |  | Пітер Бердслі   |  |     |
| Н                |  | Джон Олдрідж    |  | 73' |
| Заміни:          |  |                 |  |     |
| З                |  | Баррі Венісон   |  | 90' |
| Н                |  | Іан Раш         |  | 73' |
| Головний тренер: |  |                 |  |     |
| Кенні Далгліш    |  |                 |  |     |

| В                |  | Невілл Саутолл     |  |     |
| З                |  | Ніл Макдональд     |  |     |
| З                |  | Пет ван ден Гау    |  |     |
| З                |  | Кевін Реткліфф (к) |  |     |
| З                |  | Дейв Вотсон        |  |     |
| ПЗ               |  | Пол Брейсвелл      |  | 59' |
| ПЗ               |  | Пет Невін          |  |     |
| ПЗ               |  | Тревор Стівен      |  |     |
| ПЗ               |  | Кевін Шиді         |  | 78' |
| Н                |  | Грем Шарп          |  |     |
| Н                |  | Тоні Котті         |  |     |
| Заміни:          |  |                    |  |     |
| ПЗ               |  | Іан Вілсон         |  | 78' |
| ПЗ               |  | Стюарт Макколл     |  | 59' |
| Головний тренер: |  |                    |  |     |
| Колін Гарві      |  |                    |  |     |